# Vịt đầu vàng

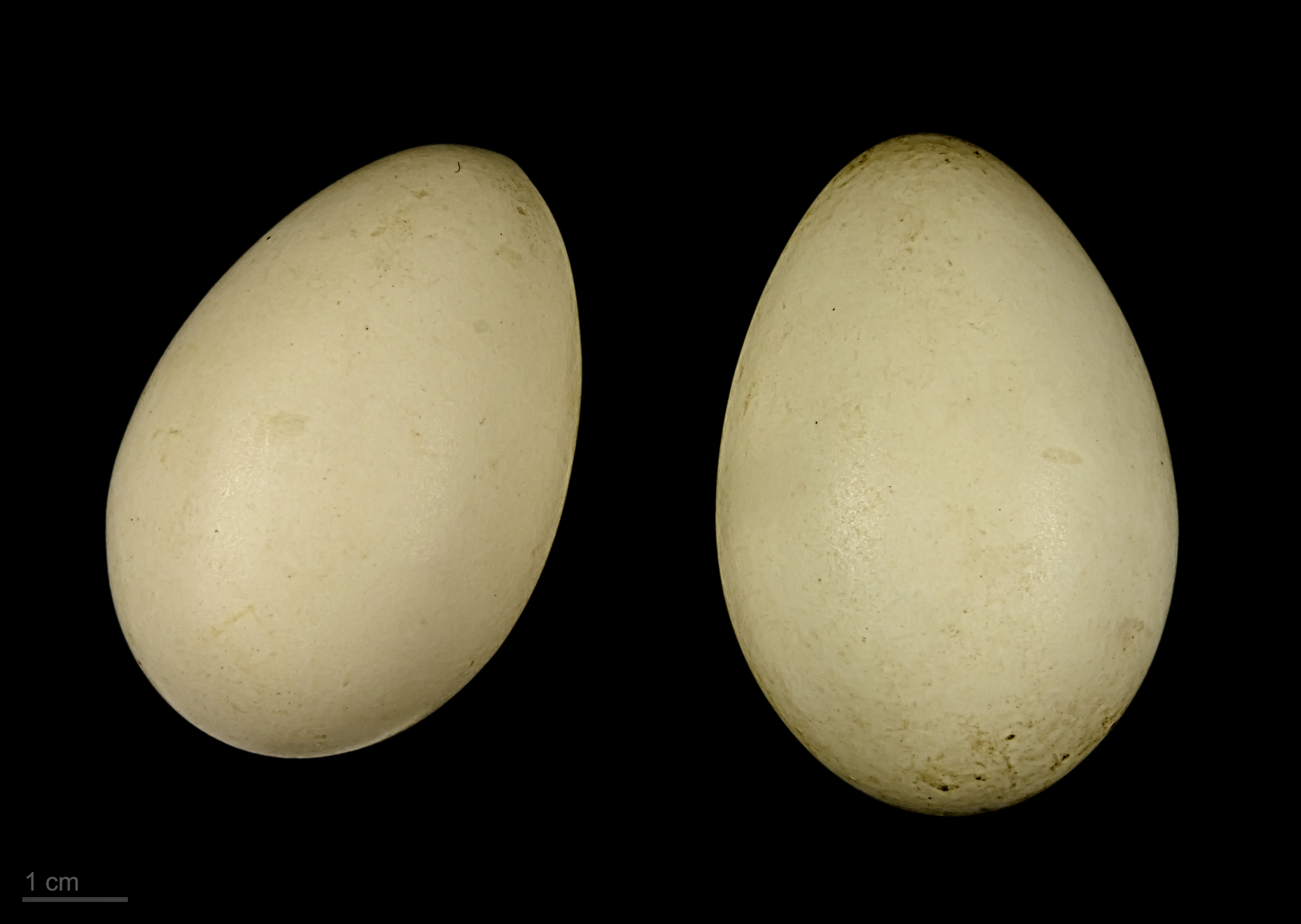
Mareca penelope

Vịt đầu vàng (tên khoa học: Anas penelope) là một loài chim trong họ Vịt.

## Phân loại
Vịt đầu vàng được Linnaeus miêu tả năm 1758 trong ấn bản thứ 10 của Systema Naturae dưới tên nhị thức Anas penelope. Anas là tiếng Latinh cho "vịt", và penelope đề cập đến một con vịt được cho là đã giải cứu Penelope khi cô bị ném xuống biển. Tên của cô xuất phát từ tiếng Hy Lạp cổ đại, "bím tóc" và "bề ngoài", từ lời nguyền mà cô dùng để ngăn cản những người cầu hôn trong khi chồng Ulysses vắng mặt. 

## Mô tả
Loài vịt này dài 42–52 cm (17–20 in) với sải cánh 71–80 cm (28–31 in), và trọng lượng 500–1,073 g (1.102–2.366 lb). 

## Phân bố
Loài này sinh sản ở các khu vực cực bắc của châu Âu và châu Á. Loài này di cư mạnh mẽ và mùa đông xa hơn về phía nam so với phạm vi sinh sản. Chúng di cư đến Nam Á và Châu Phi. Ở Anh và Ireland, chúng là là loài trú đông, nhưng khan ít khi sinh sản ở Scotland, Quận Hồ, Pennines và đôi khi xa hơn về phía nam, chỉ với một số ít các cặp sinh sản ở Ireland. Nó có thể được tìm thấy như là loài lang thang cập mùa đông không phổ biến ở Hoa Kỳ trên bờ biển giữa Đại Tây Dương và Thái Bình Dương. Đó là một du khách hiếm hoi đến phần còn lại của Hoa Kỳ ngoại trừ Tứ giác và miền Nam Appalachians. 